# Laterina
Laterina is een gemeente in de Italiaanse provincie Arezzo (regio Toscane) en telt 3521 inwoners (2005). De oppervlakte bedraagt bijna 24,0 km², de bevolkingsdichtheid is iets minder dan 147 inwoners per km².
De volgende frazioni maken deel uit van de gemeente: Casanuova, Latereto, Ponticino, Vitereta

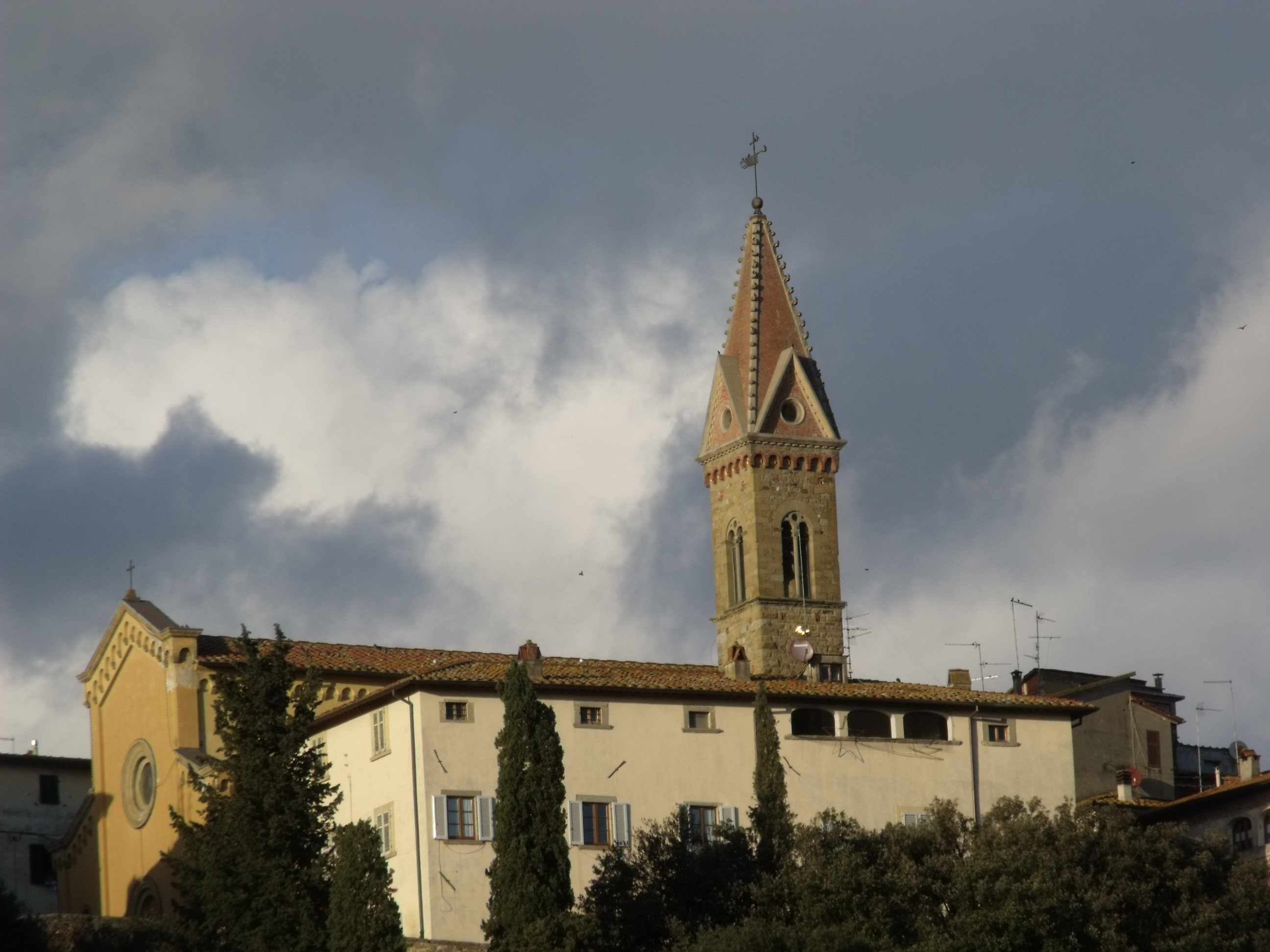
Kerk van St Hippolytus in Laterina
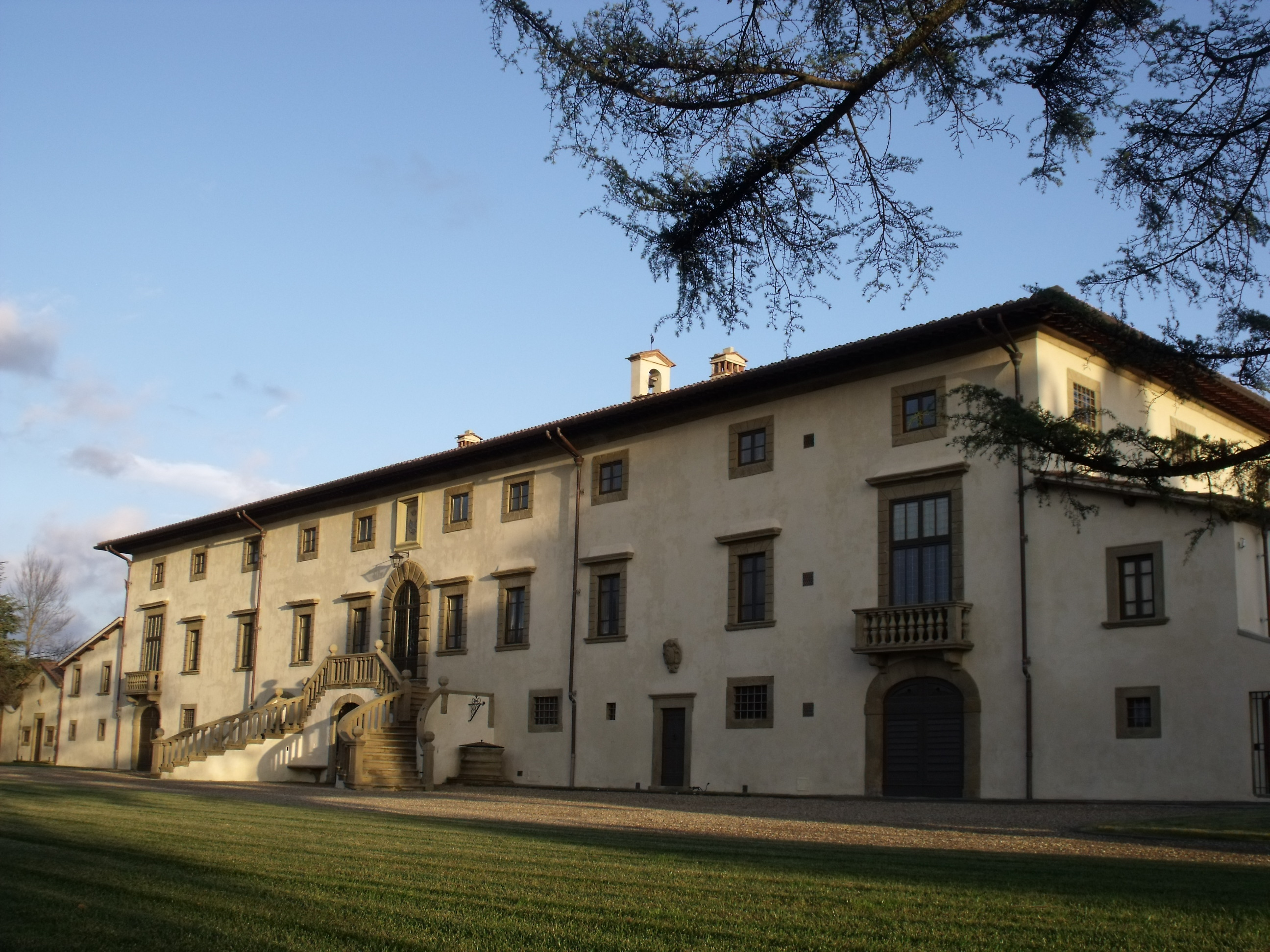
Villa Monsoglio
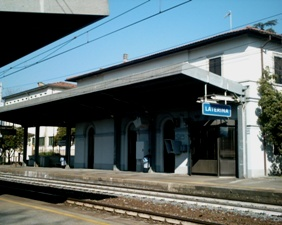
Station van Laterina

## Demografie
Laterina telt ongeveer 1244 huishoudens. Het aantal inwoners steeg in de periode 1991-2001 met 3,7% volgens cijfers uit de tienjaarlijkse volkstellingen van ISTAT.
| Jaar | Inwoneraantal |
| ---- | ------------- |
| 1991 | 3310          |
| 2001 | 3433          |

## Geografie
De gemeente ligt op ongeveer 240 m boven zeeniveau.
Laterina grenst aan de volgende gemeenten: Arezzo, Castiglion Fibocchi, Civitella in Val di Chiana, Pergine Valdarno, Terranuova Bracciolini.

## Geboren
- Enzo Ghinazzi (1955), zanger en tekstschrijver